# جان لانگدان داون
جان لانگدان داون (انگلیسی: John Langdon Down; ۱۸ نوامبر ۱۸۲۸ – ۷ اکتبر ۱۸۹۶) یک پزشک، روانپزشک، و متخصص اعصاب اهل بریتانیا بود. نام بیماری نشانگان داون از نام وی گرفته شده‌است چرا که او نخستین کسی بود که در سال ۱۸۶۶ نشانه‌های بیماری را توصیف نمود